# Deuteraphorura vercoraria
Deuteraphorura vercoraria is een springstaartensoort uit de familie van de Onychiuridae. De wetenschappelijke naam van de soort is voor het eerst geldig gepubliceerd in 1963 door Gisin.